# René Sporleder
René Sporleder (* 30. November 1969) ist ein ehemaliger deutscher Judoka, der 1994 Europameisterschaftsdritter war.

## Sportliche Karriere
René Sporleder kämpfte bis 1990 im Halbleichtgewicht, der Gewichtsklasse bis 65 Kilogramm. Er startete bis 1990 beim ASK Vorwärts Frankfurt, 1990 war er Dritter der letzten DDR-Meisterschaften.
Ende 1990 wechselte er ins Leichtgewicht, die Gewichtsklasse bis 71 Kilogramm und gewann in seiner neuen Gewichtsklasse eine Bronzemedaille bei den Weltmeisterschaften der Studierenden. Ab 1991 startete Sporleder für den JC 90 Frankfurt (Oder). Er siegte im Juni 1991 bei den Militärweltmeisterschaften. Im Oktober 1991 gewann er seinen ersten deutschen Meistertitel. Anfang 1992 unterlag er beim Tournoi de Paris im Finale dem Südkoreaner Chung Hoon-yong. Auch beim World-Masters-Turnier in München erreichte er das Finale und verlor dann gegen den Japaner Yukiharu Yoshitaka. Einen Monat danach unterlag er bei den Deutschen Meisterschaften dem Berliner Martin Schmidt. Im Mai 1992 gewann Sporleder zum zweiten Mal den Titel des Militärweltmeisters.
Nach einem weniger erfolgreichen Jahr 1993 belegte Sporleder 1994 wieder den zweiten Platz beim World-Masters-Turnier, diesmal hinter dem Deutschen Peter Schlatter. Im März 1994 siegte René Sporleder bei den Deutschen Meisterschaften gegen Martin Schmidt. Bei den Europameisterschaften 1994 in Birmingham unterlag er im Achtelfinale dem Franzosen Patrick Rosso. Mit zwei Siegen in der Hoffnungsrunde erreichte er den Kampf um Bronze, den er gegen den Tschechen Josef Věnsek gewann. Im Juni 1994 siegte Sporleder zum dritten Mal bei den Militärweltmeisterschaften. 1997 gewann er bei den Militärweltmeisterschaften noch einmal eine Bronzemedaille im Halbmittelgewicht.